# Rote Lippen – Sadisterotica
Rote Lippen – Sadisterotica (Originaltitel: El caso de las dos bellezas) ist ein spanisch-deutscher Exploitation- und Kriminalfilm mit bisweilen komödiantischen Elementen aus dem Jahre 1967 von Jess Franco (Regie) und Adrian Hoven (Produktion), der auch eine der Hauptrollen übernahm.

## Handlung
Die beiden bisexuellen Damen Diana und Regina betreiben eine Detektei unter dem Namen „Rote Lippen“. Ihr neuester Auftrag bringt sie zu einem Herrn Radek, der die beiden Grazien damit beauftragt, nach seiner verschwundenen Geliebten Lida zu suchen. Lida Regnier ist nicht die erste junge Frau, die jüngst verschwunden ist. Eine heiße Spur führt zu dem ominösen Maler Klaus Tiller, der ein eigenes Atelier betreibt. Der Künstler ist für seine „delikaten“ Werke bekannt, die oftmals mehr oder weniger knapp bekleidete Frauen im Moment ihres Todes zeigen. Diana und Regina finden, dass die abgebildeten Damen des „Künstler des Todes“, wie man ihn auch nennt, erschreckende Ähnlichkeiten mit den verschwundenen Damen haben.
Bislang kennt niemand das fürchterliche Geheimnis, das hinter diesen Gemälden steckt: Tiller lässt nämlich seine Modelle von einem zottelbärtigen Wesen namens Morpho, seinem bedingungslos treuen Faktotum, entführen und in sein Atelier verschleppen (darunter offensichtlich auch die verschwundene Lida). Hier erwürgt dieser im Auftrag seines Herrn und Meisters die gekidnappten Damen, die Tiller in diesem Moment in ihrem Todeskampf fotografiert, um diesen unsterblichen Moment später auf der Leinwand zu verewigen. Als Diana und Regina diesem blutigen Treiben auf die Spur kommen, geraten sie bald selbst in tödliche Gefahr …

## Produktionsnotizen
Rote Lippen – Sadisterotica wurde im September/Oktober 1967 in Spanien und München gedreht und am 28. März 1969 erstmals in Deutschland gezeigt.
Der Schauspielveteran Alexander Engel gab hier seine Abschiedsvorstellung in einem Kinofilm.

## Wissenswertes
Nahezu zeitgleich zu diesem (in Deutschland weitgehend unbeachtet gebliebenen) Film produzierte Hoven – großteils mit demselben Team – den Vorgängerfilm Küß mich, Monster, der allerdings in Deutschland nicht anlief, hingegen aber in Österreich. Chris Howland spielt in Rote Lippen – Sadisterotica, wie schon in Küß mich, Monster, einen leicht vertrottelten Interpol-Polizisten.
Hoven, der sich in den 1950er Jahren mit Filmschnulzen, Komödien und Romanzen und in den 1960er Jahren mit einigen Billigkrimis einen Namen gemacht hatte, begann im Herbst 1966 für sich das Exploitationfilm-Genre zu entdecken. Nach dem großen Erfolg mit Necronomicon – Geträumte Sünden, wo er das erste Mal mit dem spanischen Trashfilmspezialisten Jesús Franco Manera (Jess Franco) und der Schauspielerin Janine Reynaud zusammengearbeitet hatte, setzte er diese Zusammenarbeit mit den beiden Kollegen 1967 bei mehreren Filmen fort. Seine nächsten beiden bekannten Exploitationfilme Im Schloß der blutigen Begierde und Hexen bis aufs Blut gequält stellte Hoven in eigener Regie her.
Der dekorative Turm, der den beiden Detektivinnen als Hauptquartier ihrer „Rote Lippen“-Detektei dient, ist in Wirklichkeit der Torre de Cabo Roig bei Orihuela.
Der Film wurde im Juni 2020 von der VZ-Handelsgesellschaft mbH erstmals ungekürzt auf DVD veröffentlicht.

## Kritiken
Das Lexikon des Internationalen Films bezeichnete den Film als „abstruse Mischung aus Softporno, kriminalistischem Suspense und Horrorkino-Klischees“.
Spaniens Guia del video-cine fand den Film „dem Vorgänger (‚Küß mich, Monster‘) vorzuziehen und auch unterhaltsamer“.